# Zabrzeg
Zabrzeg est une localité polonaise de la gmina de Czechowice-Dziedzice, située dans le powiat de Bielsko-Biała en voïvodie de Silésie.